# Château de Molac
 (octobre 2018).
Si vous disposez d'ouvrages ou d'articles de référence ou si vous connaissez des sites web de qualité traitant du thème abordé ici, merci de compléter l'article en donnant les références utiles à sa vérifiabilité et en les liant à la section « Notes et références ».
Le château de Molac (ou château des marquis de Molac, château de Trégoët, château de Trégouët)  est un château en ruines situé à Le Cours (anciennement rattaché à la commune de Molac), dans le département du Morbihan, en France.

## Description
Il ne subsiste que des vestiges de ce château. Une orangerie, un puits, un four à pain et les restes d'une chapelle composent cet ensemble castral, avec une cour au nord et un jardin au midi.  

## Localisation
Le château est situé au lieu-dit Trégouët, à environ 1,3 kmà vol d'oiseau au sud-est du centre-bourg de Le Cours.

## Historique
(novembre 2018).

Blason des marquis de Molac.

Les origines du château remontent aux seigneurs de Molac, dont la demeure était au château de Trégoet, sur les bords de l'Arz. 
- Guy Ier de Molac, le premier personnage connu de la famille, vivait vers 1200.
- Guy II, son fils, recueillit sa succession, et fut contemporain de saint Louis, roi de France.
- Guy III soutint la renommée de ses aïeux et laissa son héritage à son fils.
- Guy IV de Molac épousa, vers 1320, Jeanne de Trébimoel, qui lui apporta la charge de sénéchal de Rohan. C'est depuis ce temps que les sires de Molac portent les armes de Rohan légèrement modifiées, à savoir : de gueules à 9 macles d'argent, au lieu de 9 macles d'or. Leur devise était : Bonne vie, et leur cri : Gric (silence) à Molac.
- Guy V, seigneur de Molac et 10e sénéchal de Rohan, épousa Jeanne de Pestivien.
- Guy VI servait en 1371 dans la compagnie de Bertrand du Guesclin.
- Guy VII, seigneur de Molac et de Pestivien, procéda en 1407 contre le vicomte de Rohan et mourut en 1411. Il fut inhumé, comme son père, chez les Cordeliers de Vannes.
- Jeanne, sa fille, épousa Pierre de Rieux, maréchal de France, et mourut en 1419, sans postérité.
- Guyon de la Chapelle, son cousin germain, recueillit sa succession et mourut en 1429.
- Jean Ier, seigneur de la Chapelle et de Molac, épousa en 1434 Marguerite de Malestroit, et mourut en 1456.
- Jean II, son fils, dissipa une partie de ses biens, eut un curateur en 1468, et mourut en 1477.
- Alain, seigneur de la Chapelle et de Molac, après son frère, marié à Béatrix de Chanvery, mourut en 1506.
- Guyon II ne survécut que 4 ans à son père.
- Isabeau, troisième femme de Pierre de Rohan.
- Jeanne, sœur des précédents, mariée à Jean III de Rosmadec.
- Alain de Rosmadec, seigneur de Tyvarlen, de Pontcroix, de la Chapelle et de Molac, 21e sénéchal de Rohan.
- Tanguy de Rosmadec recueillit l'héritage de son père, épousa Marguerite de Beaumanoir et mourut en 1574.
- Sébastien Ier de Rosmadec épousa Françoise de Montmorency-Hallot, prit une part très active à la guerre de la Ligue, devint gouverneur de Dinan en 1598, et fut créé marquis de Rosmadec en 1608 ; il se qualifiait en outre, comte de la Chapelle, baron de Molac, seigneur de Pontcroix, de la Hunaudaye, etc. Il mourut en 1613.
- Sébastien II, son fils, marquis de Rosmadec, comte de la Chapelle, baron de Molac, Tyvarlen, Rostrenen, Penhoet... épousa Renée de Kerhoent, fut gouverneur de Quimper.
- Sébastien III, son successeur, épousa en 1655 Renée Budes, fut gouverneur de Nantes en 1665, ménagea une émeute en 1673 et mourut en 1693.
- Sébastien IV, marquis de Rosmadec, etc. ne fit que paraître et mourut en 1700, sans postérité.
- René-Alexis Le Séneschal de Kercado, son cousin germain, recueillit sa succession, fut gouverneur de Quimper en 1708, marquis de Pontcroix en 1719, perdit à Molac sa femme Jeanne Magon de Terlaie en 1724, mourut lui-même en 1743, et fut inhumé à Paris.
- Corentin-Joseph Le Séneschal de Kercado, marquis de Pontcroix et de Molac, servit glorieusement la France, épousa l'héritière de la branche ainée de sa famille, et fut gouverneur de Quimper. Il perdit son fils, guillotiné à Paris le 24 juillet 1794 ; il mourut lui-même en 1806.
- Son petit-fils, après 20 ans de services militaires, s'est fixé à Toulouse et y a fait connaître le nom de Kercado-Molac.

Depuis le château est resté à l'abandon et les pierre de l'édifice auraient servi à la construction du château de Villeneuve en Pleucadeuc au début du XXe siècle selon les souhaits du propriétaire Le Baron Roger de Sivry. Depuis l'ensemble est toujours dans la même famille.